# Проклятие Эль Чарро
«Проклятие Эль Чарро» (англ. The Curse of El Charro) — низкобюджетный американский фильм ужасов 2005 года, снятый режиссёром Ричем Рэгсдэйлом. Слоган фильма True evil can never die — Настоящее зло никогда не может умереть.
Мрачная история девушки, которую, помимо видений, навеянных самоубийством сестры, преследует также маньяк из прошлого. Несмотря на низкий бюджет, в съёмках фильма принял участие ряд известных актёров. В роли Эль Чарро — Эндрю Брынярски (самая известная роль которого — Кожаное Лицо в фильме «Техасская резня бензопилой»), а озвучивал роль маньяка голливудский актёр Дэнни Трехо, часто снимающийся в роли злодеев. В эпизодической роли снялся лидер группы «Motörhead» Лемми Килмистер.

## Сюжет
Девушка, которую зовут Мария, видит различные загадочные видения. Эти видения связаны с одним древним городком. С целью разобраться, что с ней происходит, она отправляется в это место.
Именно здесь сто лет назад был казнён некий злодей Эль Чарро, отвергнутый девушкой, дух которой переселился в Марию. Эль Чарро восстаёт из мёртвых, чтобы воссоединиться с Марией, и уничтожает своей мачете каждого, кто встаёт на его пути.
Мария пытается бороться с ним, потому что не хочет становиться невестой мертвеца.

## В ролях
| Актёр              | Роль                            |
| ------------------ | ------------------------------- |
| Эндрю Брынярски    | Эль Чарро                       |
| Дэнни Трехо        | голос Эль Чарро                 |
| Дрю Миа            | Мария                           |
| Кэтрин Тейлор      | Таня                            |
| Хейди Андрол       | Кристина                        |
| Келли Дон Мэллоу   | Розмари                         |
| Филип Бойд         | Джейм                           |
| Мэттью Пратер      | Кинг                            |
| Табита Стивенс     | Эльвира                         |
| Лилиана Сигнорелли | бездомная женщина               |
| Линдсей Мартин     | Британни                        |
| Виктория Ванегас   | сестра Марии                    |
| Лемми              | священник в видениях Марии      |
| Джеймс Интвелд     | архангел Михаил                 |
| Аль Рэйтано        | шериф                           |
| Гари Баллок        | Prugatory Bartender             |
| Калико Купер       | служительница «Миссии спасения» |
| Скотт Гринолл      | служитель «Миссии спасения»     |
| Кристофер Медина   | Seraph Bartender                |
| Джейсон Миллер     | Dancing Albino                  |
| Брайан Эйвери      | священник                       |
| Марк Ромео         | доктор                          |
| Таня Тернер        | мёртвая девушка из истории      |
| Шэйн Дорман        | Энджел                          |
| Миа Хойос          | Мария                           |
| Андрес Лопез       | Леви                            |